# Giuseppe Drugman

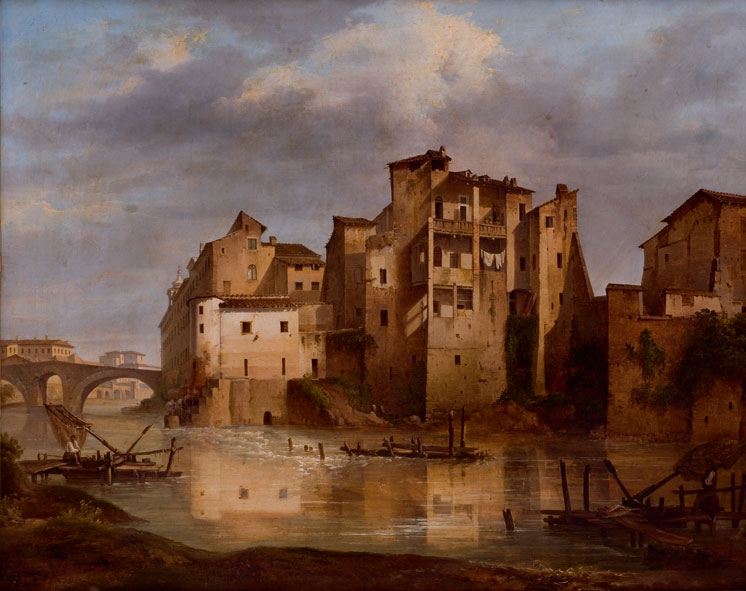
Île Tibérine

Giuseppe Drugman, né le 27 avril 1810 à Parme et mort le 1er octobre 1846 dans la même ville, est un peintre italien de paysages et de paysages urbains.

## Biographie
Il naît le 27 avril 1810 à Parme, où son père est menuisier et sculpteur sur bois à la cour ducale. Il fréquente l'Académie des Beaux-Arts de Parme, où il étudie avec le peintre paysagiste Giuseppe Boccaccio. Lors des soulèvements de 1831, lui et son frère Massimo sont soupçonnés d'appartenir aux Carbonari, mais ils sont finalement innocentés. En 1835, il participe à un concours pour jeunes artistes parrainé par la duchesse Maria Luigia. Le premier prix est un séjour de 18 mois pour étudier à Rome. Il obtient le prix dans la catégorie paysage pour sa peinture représentant une chasse au cerf.
Arrivé à Rome en 1837, il commence à envoyer ses toiles chez lui ; notamment des scènes de l'île Tibérine et du Colisée, réalisées dans un style rappelant celui de Claude Lorrain. Vers la fin de son séjour, il passe quelque temps à Albano.
Il est retourne à Parme durant l'été 1838, se marie et commence à exécuter des commandes pour la Cour, notamment des vues du Palazzo del Giardino et  plusieurs vedutes de Parme. Il remplace également Boccace comme professeur de paysage à l'Académielorsque ce dernier se rend à  Naples. En 1841, il est particulièrement occupé par des commandes, réalisant des toiles du Palais Ducal de Colorno ainsi que d'autres vedutes de Parme, notamment :
- Le vivier du jardin ducal
- La route de Parme à La Spezia
- Au Mont Princier
- Près du Taro
- Parme vue de la route de Langhirano
- Nouveau pont sur le Sporzana près de Fornovo di Taro
- Entrée de la citadelle royale
- Nouvelles casernes royales à la citadelle

En 1844, il est engagé avec Luca Gandaglia (c.1780-c.1850) et Giuseppe Giorgi pour peindre des scènes des opéras I Lombardi et Maria di Rohan au Teatro Regio. Il peint également pour la cour Veduta della nuova strada di Berceto (1844), une veduta del reale Casino dei Boschi (1845) et une veduta del reale giardino di Parma (1846).
Giuseppe Drugman meurt à Parme de tuberculose, à l'âge de 36 ans seulement.

## Après la mort
En 2014, une rétrospective de ses œuvres a lieu au Museo Glauco Lombardi. Une petite rue de Parme porte son nom.